# 日高町 (北海道)
日高町（日语：／ Hidaka chō */?）是北海道日高振興局北部的町，接鄰膽振、上川、十勝支廳，為日高支廳與外界聯繫的必經之地。南邊面向太平洋，東邊則為森林。當地主要產業為農業，門別地區以稻作、酪農業、馬匹養殖、漁業為主，並且養殖柳葉魚；日高地區則以旱田和林業為主。
日高町在2006年3月1日由原本的日高町與門別町合併而成。由於原日高町與門別町並非相鄰的行政區，中間為平取町所分隔，因此在的日高町為兩塊不相連的區域所組成。兩個地區現分別稱為日高地區和門別地區。

## 地理
- 山: 糠平山 (1350m) 、ペケレベツ岳 (1532m) 、芽室岳 (1754m) 、チロロ岳 (1880m)
- 河川: 沙流川、門別川、厚別川

## 歷史
- 1909年4月1日：門別村、佐瑠太村、平賀村、富仁家村、慶能舞村、波惠村、菜實村、厚別村、賀張村合併為門別村，並成為北海道二級村。[2] [3]
- 1915年4月1日：門別村改為北海道一級村。
- 1919年4月1日：右左府村從幌去村（現在的平取町）分村。
- 1923年4月1日：右左府村成為北海道二級村。
- 1943年4月29日：右左府村改名為日高村。
- 1952年4月1日：門別村改制為門別町。
- 1962年11月1日：日高村改制為日高町。
- 2006年3月1日：日高町與門別町合併為新設立的日高町。

## 交通

### 鐵路
過去在2015年前，曾有北海道旅客鐵道日高本線通過，並設有富川車站、日高門別車站、豐鄉車站、清畠車站、厚賀車站，但2015年日高本線在厚賀車站至大狩部車站之間的路段路基遭海岸侵蝕而塌陷，造成日高本線鵡川車站以東的路段全面停駛。經評估由於修復及未來維護的成本過高，在2021年4月1日正式廢除鵡川車站以東包和町內區域的路段，全面改由JR北海道巴士經營替代客運路線。
|  |  |  |

### 道路
| 高速道路 - 日高自動車道：日高富川交流道 - 日高門別交流道 一般國道 - 國道235號 - 國道237號 - 國道274號 主要道道 - 北海道道71號平取靜內線 - 北海道道80號平取門別線 | 道道 - 北海道道208號比宇厚賀停車場線 - 北海道道289號富川停車場線 - 北海道道351號正和門別停車場線 - 北海道道847號三岩日高線 - 北海道道1026號新冠平取線 |

### 巴士
- 道南巴士
  - 高速ペガサス號
  - 高速日高か號
  - 特急浦河號
  - 特急日高號
- 日高町營巴士（日高町～占冠村）

## 觀光景點
| - 門別競馬場 - 沙流川溫泉 - 日高國際滑雪場 - 國立日高少年自然之家 - 門別溫泉 - ：10月上旬 - 柳葉魚祭り：10月下旬 | - 阿伊努古式舞蹈（國指定重要無形民俗文化財） - （國指定史跡） - 沙流川源流原始林（國指定天然記念物） - 門別富仁家墳墓群（北海道指定史跡） |

## 教育

### 高等學校
| - 道立北海道富川高等學校 （页面存档备份，存于） | - 町立北海道日高高等學校 |

### 中學校
| - 日高町立厚賀中學校 - 日高町立富川中學校 | - 日高町立門別中學校 - 日高町立日高中學校 |

### 小學校
| - 日高町立厚賀小學校 - 日高町立賀張小學校 - 日高町立清畠小學校 - 日高町立里平小學校 | - 日高町立富川小學校 - 日高町立豐鄉小學校 - 日高町立門別小學校 - 日高町立日高小學校 |

## 本地出身之名人
- 高澤秀昭（前職業棒球選手）
- 沼田義明（前拳擊世界冠軍）

## 外部連結
- （日語）日高町商工會
- （日語）門別町農業協同組合 （页面存档备份，存于）
- （日語）門別警察署
- （日語）國立日高青少年自然之家 （页面存档备份，存于）
- （日語）日高國際滑雪場